# Коллекционные монеты
Коллекционные монеты — монеты, выпускаемые небольшим тиражом, предназначенные для коллекционирования.
Выпуск коллекционных монет производится банками или государством и приурочен к различным памятным событиям, знаменитым людям, городам-героям и пр. Обычно исполняются из драгоценных металлов (серебро, золото, палладий).
Номинал коллекционных монет обычно указывается существенно ниже их себестоимости. Это делается с той целью, чтобы коллекционеры не были заинтересованы возвращать эти монеты продающему их монетному двору или банку (который готов принять их только по номинальной стоимости), а сохраняли как коллекционный или инвестиционный предмет, или перепродавали по рыночной стоимости.

## Описание
Коллекционными монетами называются монеты особой чеканки. Чаще всего такие монеты изготавливаются из драгоценных металлов. Но само понятие коллекционных монет является весьма условным, так как коллекционными могут быть любые монеты, которые вызывают интерес у нумизматов. Монета, изготовленная из драгоценного металла в качестве пруф, выпущенная небольшим тиражом, у которой оригинальное оформление, может называться «чисто коллекционной». Чисто коллекционные монеты не выходят в обращение. Такие монеты продаются в банковских отделениях. К категории коллекционных монет могут быть отнесены памятные и юбилейные монеты, наборы номиналов с определённой тематикой.

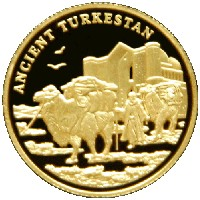
Золотая монета, выпущенная в Республике Казахстан

Для чеканки коллекционных монет обычно применяют пруф — чеканку монет самого высокого качества. У таких монет очень ровная поверхность поля. Матовое изображение располагается на блестящем поле. Монета, практически сразу, после чеканки, помещается в пластик, для того, чтобы избежать её повреждения.
К примерам коллекционных монет можно отнести монеты серий «Красная книга Киргизии», «Творчество Чингиза Айтматова», «Памятники истории и архитектуры Киргизии». Один из примеров монгольских коллекционных монет — сова с глазами-кристаллами.

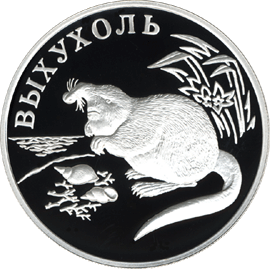
Изображения животных можно часто увидеть на коллекционных монетах

В 1993 году Банк Латвии стал выпускать коллекционные монеты из драгоценных и недрагоценных металлов. В Германии в 2006 году чеканились коллекционные монеты номиналами 10, 20, 100 и 200 евро из драгоценных металлов. Франция изготавливала коллекционные образцы евро разных номиналов из драгоценных металлов.
В 2010 году в Эстонии появились коллекционные серебряные монеты, достоинством 25 крон под названием «История Эстонии». Есть образец 2010 года достоинством 25 крон «Природа Эстонии», сделана вставка из природного камня.

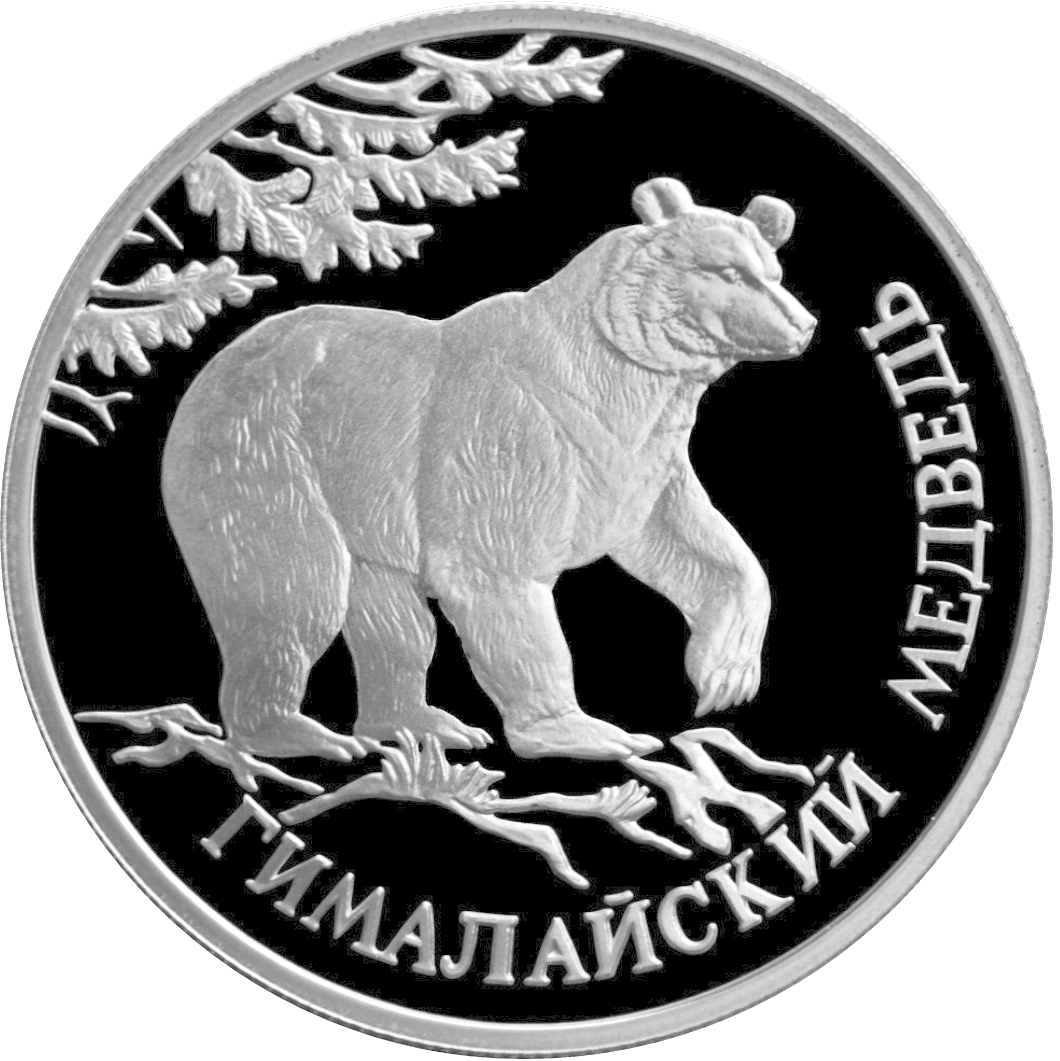
Гималайский медведь на монете 1994 года

В Южно-Африканской Республике в 2011 году появилась коллекционная монета «Медоносная пчела», которая была сделана из золота. Достоинство монеты — 1 рэнд. На реверсе монеты изображена пчела и медовые соты. Изготовление такой коллекционной монеты было вызвано желанием биологов обратить внимание людей на проблемы уменьшения численности пчел. Нигер — одно из африканских государств, которые выпускают коллекционные монеты. В 2012 году появилась серебряная монета, в оформлении которой присутствуют цветные элементы. Монета номиналом 1000 франков КФА. На этой монете изображен полосатый шакал. Выпуск коллекционных монет из драгоценных металлов в Буркина-Фасо происходит достаточно часто. В 2013 году было выпущено сто серебряных монет качества пруф. На монете была изображена небольшая птичка сиреневогрудая сизоворонка. Эта птица отличается ярким оперением и она распространена на всем африканском континенте. В Федеративной Республике Нигерия была выпущена коллекционная прямоугольная монета, на которой изображен мусульманский обряд наречения ребёнка именем.
К коллекционным монетам Либерии относятся «монеты-иллюзии». Особенность этих монет состоит в том, что изображение, которое на них есть, меняется в зависимости от того, с какого угла смотреть на эту монету. Были выпущены серебряные и золотые монеты овальной формы, посвященные «Титанику». Была выпущена монета «солнечные часы». К этой монете также идет металлический стержень, который прикрепляется в специальном отверстии в монете и тогда начинает исполнять роль стрелки часов.
В Австралии в 2011 году стали выпускать коллекционные монеты из серебра. Они пользовались спросом у тех, кто ранее не интересовался коллекционированием монет. Эта серия получила название «Детеныши обитателей буша». На монетах были изображены детеныши животных: «Коала», «Кенгуру», «Летающий поссум», «Динго», «Билби», «Вомбат», «Утконос». В Перте монетный дом стал чеканить серию «Юным коллекционерам», которая была посвящена мифическим существам. Были выпущены такие монеты: «Фея», «Единорог», «Крылатый дракон», «Гоблин».